# یرای گونزالس
یرای گونزالس (انگلیسی: Yeray González؛ زادهٔ ۳ آوریل ۱۹۸۸) بازیکن فوتبال اهل اسپانیا است.
از باشگاه‌هایی که در آن بازی کرده‌است می‌توان به باشگاه فوتبال هرکولس اشاره کرد.